# Leicester City Football Club 2017-2018
Questa voce raccoglie le informazioni riguardanti il Leicester City Football Club nelle competizioni ufficiali della stagione 2017-2018.

## Stagione
La stagione 2017-18 è la centotredicesima nella storia del club e la sua cinquantesima stagione nella massima divisione. Questa stagione vedrà il Leicester City partecipare alla Premier League per la quarta stagione consecutiva, nonché alla FA Cup e alla League Cup.

## Maglie e sponsor
Lo sponsor ufficiale dal 2010 è King Power, mentre lo sponsor tecnico è ancora Puma.
| Casa | Trasferta | Terza divisa |

## Organigramma societario
Dal sito Internet ufficiale della società.
Area direttiva
- Presidente: Vichai Srivaddhanaprabha

Area organizzativa
- Capo osservatori: David Mills
- Direttore Academy: Jon Rudkin

Area tecnica
- Allenatore: Craig Shakespeare, da ottobre Michael Appleton (interim), poi da ottobre Claude Puel
- Allenatore in seconda: Mike Stowell
- Collaboratore tecnico: Steve Walsh
- Rapporti con la squadra; Jon Sanders
- Preparatore atletico: Tom Joel, Mitch Willis
- Preparatore dei portieri: Mike Stowell
- Magazziniere: Paul McAndrew

Area sanitaria
- Responsabile: Paul Balsom
- Medici sociali: Ian Patchett
- Fisioterapisti: Dave Rennie, Simon Murphy
- Massaggiatori: Gary Silk
- Nutrizionista: Christopher Rosimus
- Psicologo: Ken Way

## Rosa
Dal sito Internet ufficiale della società.
| N. |                        | Ruolo | Calciatore            |
| -- | ---------------------- | ----- | --------------------- |
| 1  | Danimarca (bandiera)   | P     | Kasper Schmeichel     |
| 2  | Inghilterra (bandiera) | D     | Danny Simpson         |
| 3  | Inghilterra (bandiera) | D     | Ben Chilwell          |
| 5  | Giamaica (bandiera)    | D     | Wes Morgan (capitano) |
| 6  | Germania (bandiera)    | D     | Robert Huth           |
| 7  | Inghilterra (bandiera) | C     | Demarai Gray          |
| 8  | Nigeria (bandiera)     | A     | Kelechi Iheanacho     |
| 9  | Inghilterra (bandiera) | A     | Jamie Vardy           |
| 10 | Galles (bandiera)      | C     | Andy King             |
| 11 | Inghilterra (bandiera) | C     | Marc Albrighton       |
| 12 | Inghilterra (bandiera) | P     | Ben Hamer             |
| 13 | Nigeria (bandiera)     | A     | Ahmed Musa            |
| 15 | Inghilterra (bandiera) | D     | Harry Maguire         |
| 16 | Austria (bandiera)     | D     | Aleksandar Dragović   |

| N. |                        | Ruolo | Calciatore       |
| -- | ---------------------- | ----- | ---------------- |
| 17 | Svizzera (bandiera)    | P     | Eldin Jakupović  |
| 18 | Ghana (bandiera)       | C     | Daniel Amartey   |
| 19 | Algeria (bandiera)     | A     | Islam Slimani    |
| 20 | Giappone (bandiera)    | A     | Shinji Okazaki   |
| 21 | Spagna (bandiera)      | C     | Vicente Iborra   |
| 22 | Inghilterra (bandiera) | C     | Matty James      |
| 23 | Argentina (bandiera)   | A     | Leonardo Ulloa   |
| 25 | Nigeria (bandiera)     | C     | Onyinye Ndidi    |
| 26 | Algeria (bandiera)     | C     | Riyad Mahrez     |
| 28 | Austria (bandiera)     | D     | Christian Fuchs  |
| 29 | Tunisia (bandiera)     | D     | Yohan Benalouane |
| 34 | Inghilterra (bandiera) | D     | Josh Knight      |
| 38 | Inghilterra (bandiera) | C     | Hamza Choudhury  |
|    | Portogallo (bandiera)  | C     | Adrien Silva     |

## Calciomercato

### Sessione estiva(dall'1/7 al 31/8)
| Acquisti | Acquisti            | Acquisti         | Acquisti   |
| R.       | Nome                | da               | Modalità   |
| -------- | ------------------- | ---------------- | ---------- |
| D        | Harry Maguire       | Hull City        | definitivo |
| C        | Vicente Iborra      | Siviglia         | definitivo |
| P        | Eldin Jakupović     | Hull City        | definitivo |
| A        | Kelechi Iheanacho   | Manchester City  | definitivo |
| D        | Aleksandar Dragović | Bayer Leverkusen | prestito   |

| Cessioni | Cessioni          | Cessioni       | Cessioni   |
| R.       | Nome              | a              | Modalità   |
| -------- | ----------------- | -------------- | ---------- |
| P        | Ron-Robert Zieler | Stoccarda      | definitivo |
| D        | Marcin Wasilewski | Wisła Cracovia | svincolato |
| C        | Harvey Barnes     | Barnsley       | prestito   |
| C        | Danny Drinkwater  | Chelsea        | definitivo |
| C        | Bartosz Kapustka  | Friburgo       | prestito   |
| C        | Nampalys Mendy    | Nizza          | prestito   |

### Sessione invernale(dall'1/1 al 31/1)
| Acquisti | Acquisti         | Acquisti        | Acquisti      |
| R.       | Nome             | da              | Modalità      |
| -------- | ---------------- | --------------- | ------------- |
| C        | Harvey Barnes    | Barnsley        | fine prestito |
| A        | Fousseni Diabaté | Gazélec Ajaccio | definitivo    |

| Cessioni | Cessioni       | Cessioni      | Cessioni |
| R.       | Nome           | a             | Modalità |
| -------- | -------------- | ------------- | -------- |
| C        | Andy King      | Swansea City  | prestito |
| A        | Islam Slimani  | Newcastle Utd | prestito |
| A        | Ahmed Musa     | CSKA Mosca    | prestito |
| A        | Leonardo Ulloa | Brighton      | prestito |

## Risultati

### Premier League

#### Girone di andata
| Londra 11 agosto 2017, ore 20:45 CEST 1ª giornata                                                            | Arsenal   | 4 – 3 referto             | Leicester City | Emirates Stadium |
| \| \| \| \| \| Lacazette 2’ Welbeck 45+2’ Ramsey 83’ Giroud 85’ \| Marcatori \| 5’ Okazaki 29’, 56’ Vardy \| |           |                           |                |                  |
| |           |                           |                |                  |
| Lacazette 2’ Welbeck 45+2’ Ramsey 83’ Giroud 85’                                                             | Marcatori | 5’ Okazaki 29’, 56’ Vardy |                |                  |

| Leicester 19 agosto 2017, ore 16:00 CEST 2ª giornata     | Leicester City | 2 – 0 referto | Brighton | King Power Stadium |
| \| \| \| \| \| Okazaki 1’ Maguire 54’ \| Marcatori \| \| |                |               |          |                    |
|                                                          |                |               |          |                    |
| Okazaki 1’ Maguire 54’                                   | Marcatori      |               |          |                    |

| Manchester 26 agosto 2017, ore 18:30 CEST 3ª giornata       | Manchester Utd | 2 – 0 referto | Leicester City | Old Trafford |
| \| \| \| \| \| Rashford 70’ Fellaini 82’ \| Marcatori \| \| |                |               |                |              |
|                                                             |                |               |                |              |
| Rashford 70’ Fellaini 82’                                   | Marcatori      |               |                |              |

| Leicester 9 settembre 2017, ore 16:00 CEST 4ª giornata                  | Leicester City | 1 – 2 referto        | Chelsea | King Power Stadium |
| \| \| \| \| \| Vardy 62’ (rig.) \| Marcatori \| 41’ Kanté 50’ Morata \| |                |                      |         |                    |
|                                                                         |                |                      |         |                    |
| Vardy 62’ (rig.)                                                        | Marcatori      | 41’ Kanté 50’ Morata |         |                    |

| Huddersfield 16 settembre 2017, ore 16:00 CEST 5ª giornata      | Huddersfield Town | 1 – 1 referto    | Leicester City | John Smith's Stadium |
| \| \| \| \| \| Depoitre 46’ \| Marcatori \| 50’ (rig.) Vardy \| |                   |                  |                |                      |
|                                                                 |                   |                  |                |                      |
| Depoitre 46’                                                    | Marcatori         | 50’ (rig.) Vardy |                |                      |

| Leicester 23 settembre 2017, ore 18:30 CEST 6ª giornata                                        | Leicester City | 2 – 3 referto                        | Liverpool | King Power Stadium |
| \| \| \| \| \| Okazaki 45+3’ Vardy 69’ \| Marcatori \| 15’ Salah 23’ Coutinho 68’ Henderson \| |                |                                      |           |                    |
|                                                                                                |                |                                      |           |                    |
| Okazaki 45+3’ Vardy 69’                                                                        | Marcatori      | 15’ Salah 23’ Coutinho 68’ Henderson |           |                    |

| Bournemouth 30 settembre 2017, ore 16:00 CEST 7ª giornata | Bournemouth | 0 – 0 referto | Leicester City | Vitality Stadium |

| Leicester 16 ottobre 2017, ore 21:00 CEST 8ª giornata   | Leicester City | 1 – 1 referto | West Bromwich | King Power Stadium |
| \| \| \| \| \| Mahrez 80’ \| Marcatori \| 63’ Chadli \| |                |               |               |                    |
|                                                         |                |               |               |                    |
| Mahrez 80’                                              | Marcatori      | 63’ Chadli    |               |                    |

| Swansea 21 ottobre 2017, ore 16:00 CEST 9ª giornata                           | Swansea City | 1 – 2 referto                    | Leicester City | Liberty Stadium |
| \| \| \| \| \| Mawson 56’ \| Marcatori \| 24’ (aut.) Fernández 49’ Okazaki \| |              |                                  |                |                 |
|                                                                               |              |                                  |                |                 |
| Mawson 56’                                                                    | Marcatori    | 24’ (aut.) Fernández 49’ Okazaki |                |                 |

| Leicester 29 ottobre 2017, ore 17:00 CEST 10ª giornata | Leicester City | 2 – 0 referto | Everton | King Power Stadium |
| \| \| \| \| \| Vardy 18’ Gray 29’ \| Marcatori \| \|   |                |               |         |                    |
|                                                        |                |               |         |                    |
| Vardy 18’ Gray 29’                                     | Marcatori      |               |         |                    |

| Stoke-on-Trent 4 novembre 2017, ore 13:30 CEST 11ª giornata                    | Stoke City | 2 – 2 referto         | Leicester City | Bet365 Stadium |
| \| \| \| \| \| Shaqiri 39’ Crouch 73’ \| Marcatori \| 33’ Iborra 60’ Mahrez \| |            |                       |                |                |
|                                                                                |            |                       |                |                |
| Shaqiri 39’ Crouch 73’                                                         | Marcatori  | 33’ Iborra 60’ Mahrez |                |                |

| Leicester 18 novembre 2017, ore 16:00 CEST 12ª giornata   | Leicester City | 0 – 2 referto           | Manchester City | King Power Stadium |
| \| \| \| \| \| \| Marcatori \| 45’ Jesus 49’ De Bruyne \| |                |                         |                 |                    |
|                                                           |                |                         |                 |                    |
|                                                           | Marcatori      | 45’ Jesus 49’ De Bruyne |                 |                    |

| Londra 24 novembre 2017, ore 21:00 CEST 13ª giornata        | West Ham Utd | 1 – 1 referto | Leicester City | Olympic Stadium |
| \| \| \| \| \| Kouyaté 45’ \| Marcatori \| 8’ Albrighton \| |              |               |                |                 |
|                                                             |              |               |                |                 |
| Kouyaté 45’                                                 | Marcatori    | 8’ Albrighton |                |                 |

| Leicester 28 novembre 2017, ore 20:45 CEST 14ª giornata           | Leicester City | 2 – 1 referto | Tottenham | King Power Stadium |
| \| \| \| \| \| Vardy 13’ Mahrez 45+1’ \| Marcatori \| 79’ Kane \| |                |               |           |                    |
|                                                                   |                |               |           |                    |
| Vardy 13’ Mahrez 45+1’                                            | Marcatori      | 79’ Kane      |           |                    |

| Leicester 2 dicembre 2017, ore 16:00 CEST 15ª giornata | Leicester City | 1 – 0 referto | Burnley | King Power Stadium |
| \| \| \| \| \| Gray 6’ \| Marcatori \| \|              |                |               |         |                    |
|                                                        |                |               |         |                    |
| Gray 6’                                                | Marcatori      |               |         |                    |

| Newcastle upon Tyne 9 dicembre 2017, ore 18:30 CEST 16ª giornata                           | Newcastle Utd | 2 – 3 referto                        | Leicester City | St James' Park |
| \| \| \| \| \| Joselu 4’ Gayle 73’ \| Marcatori \| 20’ Mahrez 60’ Gray 86’ (aut.) Pérez \| |               |                                      |                |                |
|                                                                                            |               |                                      |                |                |
| Joselu 4’ Gayle 73’                                                                        | Marcatori     | 20’ Mahrez 60’ Gray 86’ (aut.) Pérez |                |                |

| Southampton 13 dicembre 2017, ore 20:45 CEST 17ª giornata                          | Southampton | 1 – 4 referto                        | Leicester City | St Mary's Stadium |
| \| \| \| \| \| Yoshida 61’ \| Marcatori \| 11’ Mahrez 32’, 69’ Okazaki 38’ King \| |             |                                      |                |                   |
|                                                                                    |             |                                      |                |                   |
| Yoshida 61’                                                                        | Marcatori   | 11’ Mahrez 32’, 69’ Okazaki 38’ King |                |                   |

| Leicester 16 dicembre 2017, ore 13:30 CEST 18ª giornata           | Leicester City | 0 – 3 referto                   | Crystal Palace | King Power Stadium |
| \| \| \| \| \| \| Marcatori \| 19’ Benteke 40’ Zaha 90+4’ Sako \| |                |                                 |                |                    |
|                                                                   |                |                                 |                |                    |
|                                                                   | Marcatori      | 19’ Benteke 40’ Zaha 90+4’ Sako |                |                    |

| Watford 26 dicembre 2017, ore 16:00 CEST 19ª giornata                        | Watford   | 2 – 1 referto | Leicester City | Vicarage Road |
| \| \| \| \| \| Wague 45’ Schmeichel 65’ (aut.) \| Marcatori \| 37’ Mahrez \| |           |               |                |               |
|                                                                              |           |               |                |               |
| Wague 45’ Schmeichel 65’ (aut.)                                              | Marcatori | 37’ Mahrez    |                |               |

#### Girone di ritorno
| Leicester 23 dicembre 2017, ore 20:45 CEST 20ª giornata                 | Leicester City | 2 – 2 referto | Manchester Utd | King Power Stadium |
| \| \| \| \| \| Vardy 27’ Maguire 90+4’ \| Marcatori \| 40’, 60’ Mata \| |                |               |                |                    |
|                                                                         |                |               |                |                    |
| Vardy 27’ Maguire 90+4’                                                 | Marcatori      | 40’, 60’ Mata |                |                    |

| Liverpool 30 dicembre 2017, ore 16:00 CEST 21ª giornata   | Liverpool | 2 – 1 referto | Leicester City | Anfield |
| \| \| \| \| \| Salah 52’, 76’ \| Marcatori \| 3’ Vardy \| |           |               |                |         |
|                                                           |           |               |                |         |
| Salah 52’, 76’                                            | Marcatori | 3’ Vardy      |                |         |

| Leicester 1 gennaio 2018, ore 16:00 CEST 22ª giornata                     | Leicester City | 3 – 0 referto | Huddersfield Town | King Power Stadium |
| \| \| \| \| \| Mahrez 53’ Slimani 60’ Albrighton 90+2’ \| Marcatori \| \| |                |               |                   |                    |
|                                                                           |                |               |                   |                    |
| Mahrez 53’ Slimani 60’ Albrighton 90+2’                                   | Marcatori      |               |                   |                    |

| Londra 13 gennaio 2018, ore 16:00 CEST 23ª giornata | Chelsea | 0 – 0 referto | Leicester City | Stamford Bridge |

| Leicester 20 gennaio 2018, ore 16:00 CEST 24ª giornata          | Leicester City | 2 – 0 referto | Watford | King Power Stadium |
| \| \| \| \| \| Vardy 39’ (rig.) Mahrez 90+1’ \| Marcatori \| \| |                |               |         |                    |
|                                                                 |                |               |         |                    |
| Vardy 39’ (rig.) Mahrez 90+1’                                   | Marcatori      |               |         |                    |

| Liverpool 31 gennaio 2018, ore 20:45 CEST 25ª giornata              | Everton   | 2 – 1 referto    | Leicester City | Goodison Park |
| \| \| \| \| \| Walcott 25’, 39’ \| Marcatori \| 71’ (rig.) Vardy \| |           |                  |                |               |
|                                                                     |           |                  |                |               |
| Walcott 25’, 39’                                                    | Marcatori | 71’ (rig.) Vardy |                |               |

| Leicester 3 febbraio 2018, ore 16:00 CEST 26ª giornata    | Leicester City | 1 – 1 referto | Swansea City | King Power Stadium |
| \| \| \| \| \| Vardy 17’ \| Marcatori \| 53’ Fernández \| |                |               |              |                    |
|                                                           |                |               |              |                    |
| Vardy 17’                                                 | Marcatori      | 53’ Fernández |              |                    |

| Manchester 10 febbraio 2018, ore 18:30 CEST 27ª giornata                          | Manchester City | 5 – 1 referto | Leicester City | Etihad Stadium |
| \| \| \| \| \| Sterling 3’ Agüero 48’, 53’, 77’, 90’ \| Marcatori \| 24’ Vardy \| |                 |               |                |                |
|                                                                                   |                 |               |                |                |
| Sterling 3’ Agüero 48’, 53’, 77’, 90’                                             | Marcatori       | 24’ Vardy     |                |                |

| Leicester 24 febbraio 2018, ore 13:30 CEST 28ª giornata          | Leicester City | 1 – 1 referto | Stoke City | King Power Stadium |
| \| \| \| \| \| Butland 70’ (aut.) \| Marcatori \| 43’ Shaqiri \| |                |               |            |                    |
|                                                                  |                |               |            |                    |
| Butland 70’ (aut.)                                               | Marcatori      | 43’ Shaqiri   |            |                    |

| Leicester 3 marzo 2018, ore 16:00 CEST 29ª giornata            | Leicester City | 1 – 1 referto   | Bournemouth | King Power Stadium |
| \| \| \| \| \| Mahrez 90+7’ \| Marcatori \| 35’ (rig.) King \| |                |                 |             |                    |
|                                                                |                |                 |             |                    |
| Mahrez 90+7’                                                   | Marcatori      | 35’ (rig.) King |             |                    |

| West Bromwich 10 marzo 2018, ore 16:00 CEST 30ª giornata                                    | West Bromwich | 1 – 4 referto                                   | Leicester City | The Hawthorns |
| \| \| \| \| \| Rondón 8’ \| Marcatori \| 21’ Vardy 62’ Mahrez 76’ Ịheanachọ 90+3’ Iborra \| |               |                                                 |                |               |
|                                                                                             |               |                                                 |                |               |
| Rondón 8’                                                                                   | Marcatori     | 21’ Vardy 62’ Mahrez 76’ Ịheanachọ 90+3’ Iborra |                |               |

| Leicester 9 maggio 2018, ore 20:45 CEST 31ª giornata                                       | Leicester City | 3 – 1 referto  | Arsenal | King Power Stadium |
| \| \| \| \| \| Ịheanachọ 14’ Vardy 76’ (rig.) Mahrez 90’ \| Marcatori \| 53’ Aubameyang \| |                |                |         |                    |
|                                                                                            |                |                |         |                    |
| Ịheanachọ 14’ Vardy 76’ (rig.) Mahrez 90’                                                  | Marcatori      | 53’ Aubameyang |         |                    |

| Brighton 31 marzo 2018, ore 16:00 CEST 32ª giornata      | Brighton  | 0 – 2 referto          | Leicester City | AMEX Arena |
| \| \| \| \| \| \| Marcatori \| 83’ Iborra 90+6’ Vardy \| |           |                        |                |            |
|                                                          |           |                        |                |            |
|                                                          | Marcatori | 83’ Iborra 90+6’ Vardy |                |            |

| Leicester 7 aprile 2018, ore 16:00 CEST 33ª giornata              | Leicester City | 1 – 2 referto         | Newcastle Utd | King Power Stadium |
| \| \| \| \| \| Vardy 83’ \| Marcatori \| 18’ Shelvey 75’ Pérez \| |                |                       |               |                    |
|                                                                   |                |                       |               |                    |
| Vardy 83’                                                         | Marcatori      | 18’ Shelvey 75’ Pérez |               |                    |

| Burnley 14 aprile 2018, ore 16:00 CEST 34ª giornata         | Burnley   | 2 – 1 referto | Leicester City | Turf Moor |
| \| \| \| \| \| Wood 6’ Long 9’ \| Marcatori \| 72’ Vardy \| |           |               |                |           |
|                                                             |           |               |                |           |
| Wood 6’ Long 9’                                             | Marcatori | 72’ Vardy     |                |           |

| Leicester 19 aprile 2018, ore 20:45 CEST 35ª giornata | Leicester City | 0 – 0 referto | Southampton | King Power Stadium |

| Londra 28 aprile 2018, ore 16:00 CEST 36ª giornata                                                          | Crystal Palace | 5 – 0 referto | Leicester City | Selhurst Park |
| \| \| \| \| \| Zaha 17’ McArthur 38’ Loftus-Cheek 81’ van Aanholt 84’ Benteke 90’ (rig.) \| Marcatori \| \| |                |               |                |               |
| |                |               |                |               |
| Zaha 17’ McArthur 38’ Loftus-Cheek 81’ van Aanholt 84’ Benteke 90’ (rig.)                                   | Marcatori      |               |                |               |

| Leicester 5 maggio 2018, ore 16:00 CEST 37ª giornata       | Leicester City | 0 – 2 referto            | West Ham Utd | King Power Stadium |
| \| \| \| \| \| \| Marcatori \| 34’ João Mário 64’ Noble \| |                |                          |              |                    |
|                                                            |                |                          |              |                    |
|                                                            | Marcatori      | 34’ João Mário 64’ Noble |              |                    |

| Londra 13 maggio 2018, ore 16:00 CEST 38ª giornata                                                                     | Tottenham | 5 – 4 referto                          | Leicester City | Wembley Stadium |
| \| \| \| \| \| Kane 7’, 76’ Lamela 49’, 60’ Fuchs 53’ (aut.) \| Marcatori \| 4’, 73’ Vardy 16’ Mahrez 47’ Ịheanachọ \| |           |                                        |                |                 |
| |           |                                        |                |                 |
| Kane 7’, 76’ Lamela 49’, 60’ Fuchs 53’ (aut.)                                                                          | Marcatori | 4’, 73’ Vardy 16’ Mahrez 47’ Ịheanachọ |                |                 |

### FA Cup

#### Turni eliminatori
| Fleetwood 6 gennaio 2018, ore 13:45 CEST Terzo turno | Fleetwood Town | 0 – 0 | Leicester City | Highbury Stadium |

| Leicester 16 gennaio 2018, ore 20:45 CEST Terzo turno | Leicester City | 2 – 0 | Fleetwood Town | King Power Stadium |
| \| \| \| \| \| Ịheanachọ 43’, 77’ \| Marcatori \| \|  |                |       |                |                    |
|                                                       |                |       |                |                    |
| Ịheanachọ 43’, 77’                                    | Marcatori      |       |                |                    |

| Peterborough 27 gennaio 2018, ore 13:30 CEST Quarto turno                                   | Peterborough Utd | 1 – 5                                          | Leicester City | Weston Homes Stadium |
| \| \| \| \| \| Hughes 58’ \| Marcatori \| 9’, 87’ Diabaté 12’, 29’ Ịheanachọ 90+2’ Ndidi \| |                  |                                                |                |                      |
|                                                                                             |                  |                                                |                |                      |
| Hughes 58’                                                                                  | Marcatori        | 9’, 87’ Diabaté 12’, 29’ Ịheanachọ 90+2’ Ndidi |                |                      |

#### Fase finale
| Leicester 16 febbraio 2018, ore 20:45 CEST Ottavi di finale | Leicester City | 1 – 0 | Sheffield Utd | King Power Stadium |
| \| \| \| \| \| Vardy 66’ \| Marcatori \| \|                 |                |       |               |                    |
|                                                             |                |       |               |                    |
| Vardy 66’                                                   | Marcatori      |       |               |                    |

| Leicester 18 marzo 2018, ore 17:30 CEST Quarti di finale          | Leicester City | 1 – 2 (d.t.s.)        | Chelsea | King Power Stadium |
| \| \| \| \| \| Vardy 76’ \| Marcatori \| 42’ Morata 105’ Pedro \| |                |                       |         |                    |
|                                                                   |                |                       |         |                    |
| Vardy 76’                                                         | Marcatori      | 42’ Morata 105’ Pedro |         |                    |

#### Turni eliminatori
| Sheffield 22 agosto 2017, ore 20:45 CEST Secondo turno                            | Sheffield Utd | 1 – 4 referto                        | Leicester City | Bramall Lane |
| \| \| \| \| \| Lavery 83’ \| Marcatori \| 52’ Gray 63’, 67’ Slimani 90+3’ Musa \| |               |                                      |                |              |
|                                                                                   |               |                                      |                |              |
| Lavery 83’                                                                        | Marcatori     | 52’ Gray 63’, 67’ Slimani 90+3’ Musa |                |              |

| Leicester 19 settembre 2017, ore 20:45 CEST Terzo turno   | Leicester City | 2 – 0 referto | Liverpool | King Power Stadium |
| \| \| \| \| \| Okazaki 65’ Slimani 78’ \| Marcatori \| \| |                |               |           |                    |
|                                                           |                |               |           |                    |
| Okazaki 65’ Slimani 78’                                   | Marcatori      |               |           |                    |

#### Fase finale
| Leicester 24 ottobre 2017, ore 15:55 CEST Ottavi di finale                           | Leicester City | 3 – 1 referto | Leeds Utd | King Power Stadium |
| \| \| \| \| \| Ịheanachọ 30’ Slimani 71’ Mahrez 88’ \| Marcatori \| 88’ Hernández \| |                |               |           |                    |
|                                                                                      |                |               |           |                    |
| Ịheanachọ 30’ Slimani 71’ Mahrez 88’                                                 | Marcatori      | 88’ Hernández |           |                    |

| Leicester 24 ottobre 2017, ore 15:55 CEST Quarti di finale | Leicester City       | 1 – 1 (d.t.s.) referto      | Manchester City | King Power Stadium |
| \| \| \| \| \| Vardy 90+7’ (rig.) \| Marcatori \| 26’ Silva \| \| Fuchs Maguire Iborra Vardy Mahrez \| Tiri di rigore 3 – 4 \| Gündoğan Touré Nmecha Jesus \| |                      |                             |                 |                    |
| |                      |                             |                 |                    |
| Vardy 90+7’ (rig.) | Marcatori            | 26’ Silva                   |                 |                    |
| Fuchs Maguire Iborra Vardy Mahrez | Tiri di rigore 3 – 4 | Gündoğan Touré Nmecha Jesus |                 |                    |

## Statistiche

### Statistiche di squadra
Statistiche aggiornate al 3 dicembre 2022
| Competizione   | Punti            | In casa | In casa | In casa | In casa | In casa | In casa | In trasferta | In trasferta | In trasferta | In trasferta | In trasferta | In trasferta | Totale | Totale | Totale | Totale | Totale | Totale | DR |
| Competizione   | Punti            | G       | V       | N       | P       | Gf      | Gs      | G            | V            | N            | P            | Gf           | Gs           | G      | V      | N      | P      | Gf     | Gs     | DR |
| -------------- | ---------------- | ------- | ------- | ------- | ------- | ------- | ------- | ------------ | ------------ | ------------ | ------------ | ------------ | ------------ | ------ | ------ | ------ | ------ | ------ | ------ | -- |
| Premier League | 47               | 19      | 7       | 6       | 6       | 25      | 22      | 19           | 5            | 5            | 9            | 31           | 38           | 38     | 12     | 11     | 15     | 56     | 60     | -4 |
| FA Cup         | quarti di finale | 3       | 2       | 0       | 1       | 4       | 2       | 2            | 1            | 1            | 0            | 5            | 1            | 5      | 3      | 1      | 1      | 9      | 3      | +6 |
| League Cup     | quarti di finale | 3       | 2       | 1       | 0       | 6       | 2       | 1            | 1            | 0            | 0            | 4            | 1            | 4      | 3      | 1      | 0      | 10     | 3      | +7 |
| Totale         | 47               | 25      | 11      | 7       | 7       | 35      | 26      | 22           | 7            | 6            | 9            | 40           | 40           | 47     | 18     | 13     | 16     | 75     | 66     | +9 |